# Liste der papua-neuguineischen Botschafter bei der Europäischen Union
Der papua-neuguineische Botschafter residiert an 430, Avenue de Tervuren, Woluwe-St. Pierre in Brüssel.
| Ernannt / Akkreditiert | Name                          | Bemerkungen | ernannt von    | akkreditiert bei    | Posten verlassen |
| ---------------------- | ----------------------------- | --- | -------------- | ------------------- | ---------------- |
| 17. Dez. 1979          | Frederick Bernard Carl Reiher | Sir Frederick Bernard Carl Reiher KBE (1992), CMG (1982) (* 7. Februar 1945); studierte am Chanel College Rabaul, Holy Spirit Nat/l Seminary Port Moresby, Bachelor der Theologie, 1973–1976: Sekretär des Finanzministers, 1976–1979: Hochkommissar (Commonwealth) in London, am 25. August 1978 bei Walter Scheel akkreditiert. | Michael Somare | Roy Jenkins         |                  |
| 5. Mai 1982            | Peter Ipu Peipul              | (* 1945; † April 2010) O.B.E., 1986: Hochkommissar (Commonwealth) in Ottawa, 1997–2002: Verteidigungsminister, 1998 geschäftsführender Außenminister, 1997–2000: Parlamentsabgeordneter für den Imbonggu District | Julius Chan    | Gaston Thorn        |                  |
| 9. Feb. 1989           | Brown Bai                     | (* 5. März 1951) | Rabbie Namaliu | Gaston Thorn        |                  |
| 25. Okt. 1991          | Charles W. Lepani             | | Rabbie Namaliu | Jacques Delors      |                  |
| 17. Okt. 1994          | Peter Sobby Tsiamalili        | | Paias Wingti   | Jacques Delors      |                  |
| 7. März 1996           | Gabriel Koiba Pepson          | | Julius Chan    | Jacques Santer      |                  |
| 5. Juli 2004           | Isaac B. Lupari               | [ 4 ] | Michael Somare | Romano Prodi        |                  |
| 23. Juli 2009          | Peter Pulkiye Maginde         | 2005 Botschafter in Kuala Lumpur. | Julius Chan    | José Manuel Barroso |                  |